# Лермонт, Джессика
Джессика Лермонт (англ. Jessica Learmonth; род. 18 апреля 1988, Лидс, Уэст-Йоркшир) — британская триатлонистка. Чемпионка Европы, серебряный призёр континентального первенства, призёр Игр Содружества 2018 и призёр Финала Мировой серии по триатлону 2019 года. Чемпионка Олимпийских игр 2020 в Токио.

## Ранние годы
Лермонт выиграла медаль национального чемпионата по плаванию, выступая за клуб города Лидс. Она также играла в гольф в клубе Wetherby и в футбол в женской академии «Лидс Юнайтед», прежде чем перешла в триатлон.

## Карьера
Лермонт впервые приняла участие в соревнованиях по триатлону в 2012 году, а в 2015 вошла в мировую элиту. В 2016 году она одержала первую победу на Кубке Европы. В 2017 году она выиграла чемпионат Европы и дважды заняла призовые места в Мировой серии триатлона ITU: серебряную медаль в Стокгольме и бронзовую на Гранд-финале в Роттердаме.
Лермонт вошла в состав сборной Англии на Игры Содружества 2018 года, проходившие в Голд-Косте. Она выиграла две серебряные медали в индивидуальных соревнованиях и смешанной эстафете. В том же году она завоевала серебряную медаль чемпионата Европы в Глазго и заняла 5-е место в Мировой серии по триатлону.
В 2019 году она добилась ряда успехов, заняв второе место на Бермудах и третье место в Лидсе и Монреале. Однако ее самым большим достижением года стала серебряная медаль в Финале Мировой серии ITU в Лозанне.
Лермонт также выступала в смешанной эстафете, когда британцы завоевали серебро на турнире ITU World Triathlon 2019 в Токио.